# 洪賜健
洪賜健（Joshua Ang Ser Kian，1989年3月1日—）是前新加坡新傳媒藝人。與李創銳主演《小孩不笨》和其續集《小孩不笨2》而聲名大噪，曾飾演《跑吧！孩子》中的反派角色。2012年再憑《孩子不壞》中，以探討孩子的好與壞的題材演出，成為新加坡近年最賣座的電影。

## 演藝事業
洪賜健於2001年時開始參與《小孩不笨》的演出，而且他也參與《跑吧！孩子》的演出。因為演出成功，所以他也再度參與演出更多影片包含《誰來愛我》等片。2008年服役後，他與新傳媒簽約成為全職的新傳媒藝人。 他也參與新傳媒第八台的連續劇長達180集的連續劇想握你的手。
2006年洪賜健服兵役並於2008年5月役滿。
2010年7月15日，洪賜健宣佈他暫時不會和新傳媒續約，並且開始和他家人開始做環保綠化生意。

## 感情生活
2018年3月3日，洪賜健與空服員Shannon正式結婚。同年8月，儿子出世。2020年12月14日，洪賜健在Instagram账号与Shannon宣布离婚。
2021年8月18日，洪赐健在Instagram宣布再次当爸，该孩子的生母（Catherine Kew）为房地产经纪人。

## 參與演出

### 電影
| 年份   | 片名                      | 角色             | 性質           |
| 2002年 | 小孩不笨                  | 洪文福           | 三大男主角之一 |
| 2003年 | 跑吧！孩子                | 陳明順           | 第二男主角     |
| 2004年 | 誰來愛我                  | 阿伟             | 第一男主角     |
| 2006年 | 小孩不笨2                 | 林成才           | 三大男主角之一 |
| 2008年 | 想你的時候 Missing You... | 关颖             | 第一男主角     |
| 2012年 | 孩子不坏                  | 劉健仁           | 三大男主角之一 |
| 2020年 | 我们的故事之沉默的年代    | Yao Dong（客串） |                |
| 2021年 | 我们的故事之沉默的年代2   | Yao Dong（客串） |                |

### 連續劇
- 2008年：叮當神探
- 2008年：乒乓圆 飾 何勝武
- 2009年：想握你的手 飾 H2O
- 2010年：紅白囍事 飾 蔡施才
- 2010年：最火搭檔
- 2011年：樂在雙城
- 2012年：最火搭檔2 飾 劉拾叄

## 外部連結
- 洪賜健的X（前Twitter）
- 洪賜健在互联网电影资料库（IMDb）上的資料（英文）
- 洪賜健在香港影庫上的簡介